# Met de Franse slag (De Kiekeboes-album)
Met de Franse slag is het 51e stripverhaal van De Kiekeboes. De reeks wordt getekend door striptekenaar Merho. Het album verscheen op 1 augustus 1991.

## Verhaal
Omdat Kiekeboe de regen en het jachtige leven in België beu is, besluit hij met zijn gezin naar een boerderijtje in het zuiden van Frankrijk te verhuizen. Maar er komen nogal wat zaken roet in het eten gooien. Kiekeboe kan niet goed Frans, het huis is vervallen, er leven vreemde wezens in de streek en ze krijgen af te rekenen met 2 gevaarlijke gangsters, Dédé la Canaille en Petit Robert. Als uiteindelijk alle problemen achter de rug zijn, heeft Kiekeboe ook nog sterke heimwee naar huis.

## Achtergrond
In dit album maakt gangster Dédé la Canaille zijn debuut.